# N Air
N Airとは、ドワンゴが提供する生放送配信ソフト。

## 概要
Streamlabs OBSがベースの生配信の便利機能がたくさん入っている。ゲームなどの映像をニコニコ生放送などの生放送サービスで利用できる。
映像、音声の構成には「ソース機能」を使い、画像、Webページ、	テキストなどを表示でき、自由にレイアウトを設定することが可能。配信中でも編集ができる。また、そのソースをトリミングなどいろいろな方法で加工することのできる「フィルター機能」や、映像や音声を個別に保存することのできる「シーン機能」、音声の音量を調整することのできる「ミキサー機能」などたくさんの機能を備えている。

## 歴史

### 2018年
- 8月8日 - N Airのβ版をリリース[2]。
- 10月1日 - N Airの正式版をリリース[3]。

### 2019年
- 4月23日 - N Airの新バージョンをリリース[4]。低負荷な放送をすることや、ニコニコインフォを確認できる機能が追加。
- 5月9日 - N Airの新バージョンをリリース[5]。「ニコニコ生放送エリア」を追加。
- 9月12日 - 開発している新しい機能を通常版より前に試すことができるN Airの実験版をリリース[6]。

### 2020年
- 3月3日 - コメントの閲覧が可能に[7]。